# Zeuxidia aurelia
Zeuxidia aurelia är en fjärilsart som beskrevs av Pieter Cramer 1777. Zeuxidia aurelia ingår i släktet Zeuxidia och familjen praktfjärilar. Inga underarter finns listade i Catalogue of Life.